# Aminosucre

Glucosamina

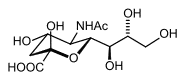
Àcid siàlic

Un aminosucre (en anglès:amino sugar), en química orgànica, és un sucre que conté un grup amino en el lloc d'un grup hidroxil. Els derivats dels aminosucres com N-acetilglucosamina i l'àcid siàlic, els nitrògens dels quals formen part de grups funcionals més complexos que les amines, també es consideren aminosucres.
La N-acetilglucosamina és el principal component del polisacàrid quitina, que compon l'esquelet dels insectes i els artròpodes.
Els aminoglucòsids són una classe de compostos antimicrobians que inhibeixen la síntesi de les proteïnes. Aquests compostos són conjugats d'aminosucres i d'aminociclitols.
Es coneixen més de 60 aminosucres, molts dels quals han estat aïllats dels antibiòtics. Exemples d'aminosucres són: l'N-acetilglucosamina, la galactosamina, la glucosamina, l'àcid siàlic i la L-daunosamina.